# Estadio Avanhard (Lutsk)
El estadio Avanhard (en ucraniano: Стадіон «Авангард») es un estadio multiusos de Lutsk, Ucrania. Fue inaugurado en 1960, tiene una capacidad de 11 000 espectadores y está dedicado, principalmente, a la práctica del fútbol. El estadio es sede del club local Volyn Lutsk.

## Historia
Originalmente el estadio fue construido en 1923 y consistió en el terreno de juego y gradas de madera para los espectadores. Sin embargo, con motivo de la Segunda Guerra Mundial, el estadio fue reconstruido y entre 1945-1960 fue denominado estadio de la ciudad de Lutsk. En 1960 fue reconstruido con una capacidad de 15 000 espectadores, un edificio de administración y se instaló un tablero de madera. El estadio fue rebautizado como "Avanhard". En 1962 se completó la reconstrucción del edificio de la administración del estadio.
Durante agosto de 1980 y abril de 1981 el estadio fue renovado: se instalaron paneles eléctricos y torres reflectoras. En invierno de 1994 fue instalada la calefacción eléctrica por debajo del terreno de juego y se sustituyó el alumbrado por unos poderosos focos iluminadores.
Entre septiembre de 2001 y marzo de 2002 se llevó a cabo otra reconstrucción estableciendo asientos individuales de plástico y un moderno marcador electrónico. También se efectuó la reconstrucción del edificio administrativo del estadio.
En noviembre de 2011, el gobierno municipal consideró la posibilidad de derribar el estadio y volver a construir uno nuevo sin pista de atletismo en el mismo sitio donde reside el actual recinto.

## Imágenes

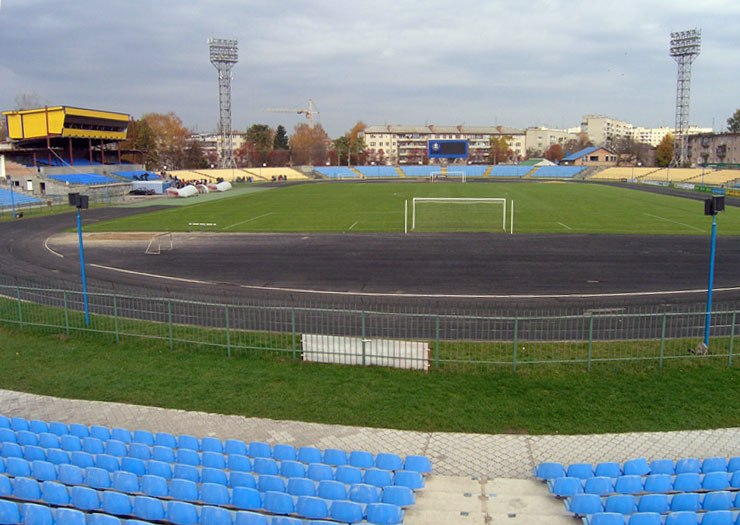
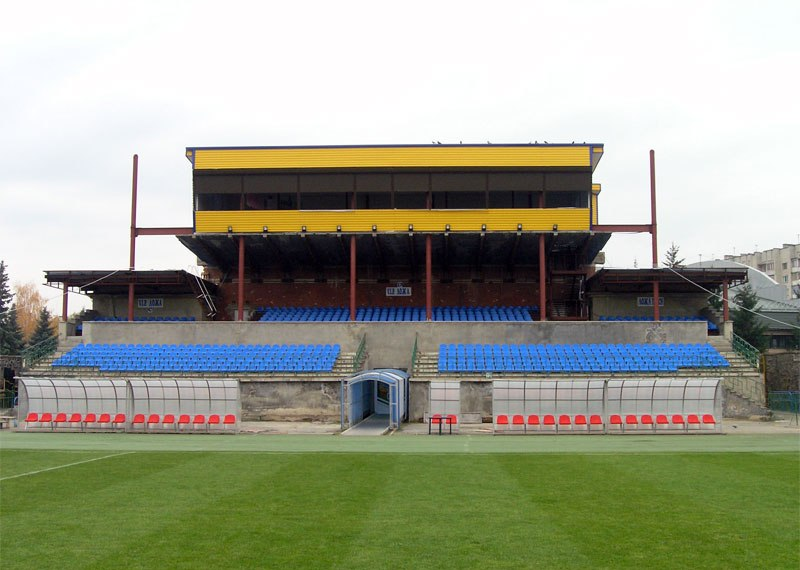
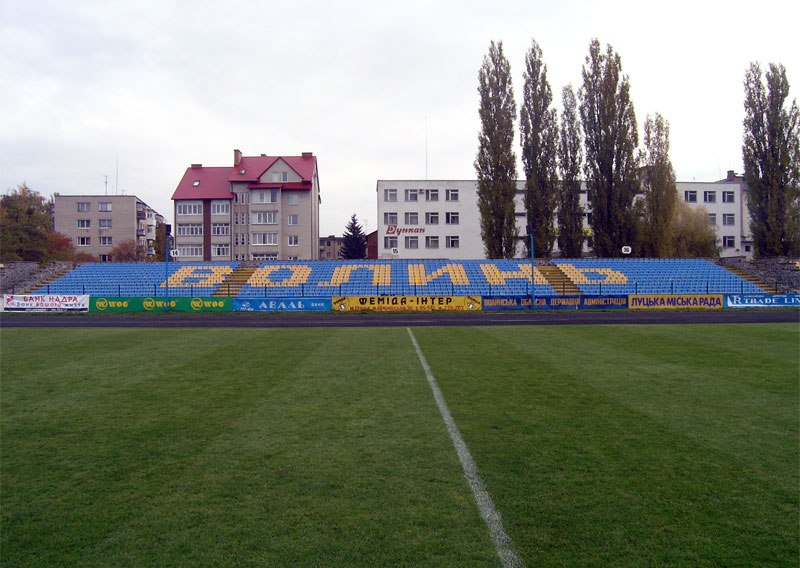